# Microtyran casqué
Lophotriccus galeatus
Ne doit pas être confondu avec Tyranneau masqué.
Espèce
Statut de conservation UICN

 LC  : Préoccupation mineure
Le Microtyran casqué (Lophotriccus galeatus), aussi appelé Todirostre casqué ou Tyranneau casqué, est une espèce de passereau de la famille des Tyrannidae,.

## Distribution
Cet oiseau vit de l'est de la Colombie au sud du Venezuela, dans les Guyanes et au nord de l'Amazonie brésilienne,,.